# Sœurs de la charité de Saint Vincent de Paul du prince de Palagonia
Les Sœurs de la charité de Saint Vincent de Paul du prince de Palagonia (en latin : Congregatio Sororum Caritatis a Sancto Vincentio) forment une congrégation religieuse enseignante et hospitalière de droit pontifical.

## Histoire
La congrégation est fondée en 1835 par François Paul Gravina (1800-1854), prince de Palagonia et comte de Ventimiglia, pour le service des pauvres de Palerme. Le fondateur place la communauté sous le patronage de saint Vincent de Paul. En 1841, les sœurs se voient également confier l'« Albergo dei Poveri ». Le cardinal Ferdinando Maria Pignatelli, archevêque de Palerme, approuve les constitutions le 20 janvier 1847. L'institut reçoit le décret de louange le 24 septembre 1953.

## Activités et diffusion
Les sœurs se consacrent à l'enseignement, au soin des orphelins et des personnes âgées.
Elles sont présentes dans la province de Palerme avec la maison-mère à Palerme.
En 2017, la congrégation comptait 50 sœurs dans 8 maisons.